# Parco nazionale del Pantanal Matogrossense
Il parco nazionale del Pantanal Matogrossense (Parque Nacional do Pantanal Matogrossense) è un parco nazionale che si trova tra gli stati di Mato Grosso e Mato Grosso do Sul in Brasile.
Il parco appartiene all'ecoregione del Pantanal, è prevalentemente pianeggiante con rocce di tipo granitico, e alcune volte ricoperte da arenaria e calcare.
Il parco si estende per circa 1.350 km², di cui l'80% lo troviamo negli Stati del Mato Grosso e Mato Grosso do Sul.